# 若い太陽の塔
若い太陽の塔（わかいたいようのとう、英: Tower of the ever young sun）は、芸術家の岡本太郎が制作した芸術作品である。日本万国博覧会開催前年の1969年3月に造られ、太郎の代表作「太陽の塔」と兄弟に例えられる。日本モンキーパーク内にあるシンボルタワーで、岡本太郎の作品の中で三番目に大きい。

## 外観
高さ26メートルで、直径4メートルの顔と11本の炎で燃え立つ太陽を表している。大阪の太陽の塔の4つの顔のうちの1つで、太郎が現在を象徴する顔としてデザインした「太陽の顔」と同じ顔が掲げられている。地上7メートルのところに展望台があり、内部のらせん階段を使って登ることができる。展望台からは犬山の市街地だけでなく名古屋のビル群なども眺望することができる。

## 碑文
塔のそばには、岡本太郎による碑文がある。
ここで岡本は、金色の顔は「バイタリティ」、色鮮やかな体躯は「青春」、「若い太陽」全体として「生命」を象徴している、といった趣旨を記している。

## 歴史

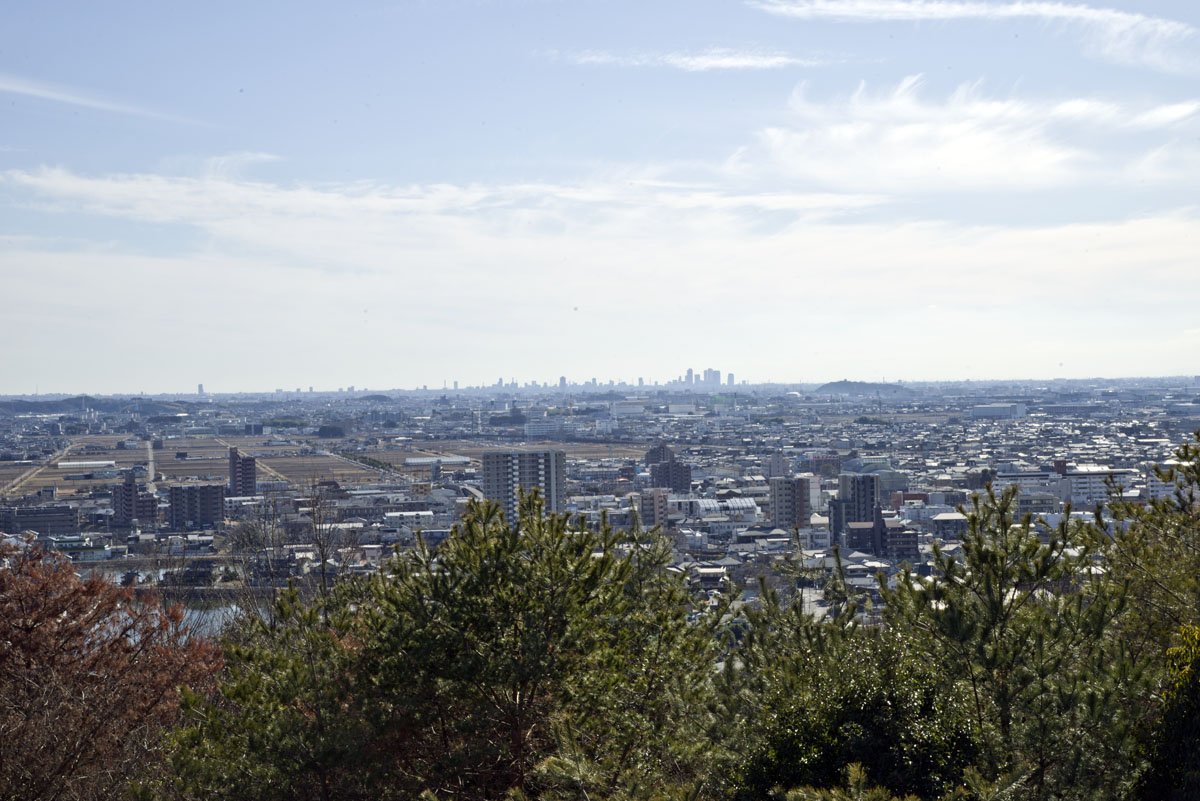
若い太陽の塔から名古屋市方向を見た眺望

日本モンキーパークによると、「太陽の塔」より前に造られたが、計画自体はこちらの方が後。万博熱の高まりを受けて、パークを運営する名古屋鉄道がイベント「万博と世界お国めぐり」を開くことになり、目玉として岡本に制作を依頼した。
大阪万博の前年にあたる1969年に完成し、万博のプレイベントでお披露目された。ただし、太郎から贈られたのは塔ではなくオブジェで、プレイベントのために犬山の有志が資金を出し合い今の形になった。プレイベント閉幕後、モンキーセンターの前身であった野猿公苑のヒヒの城に移築展示されることになったが、この異様な展示物のために睡眠不足に陥るヒヒが続出するという事態が発生した。「人工造形物が動物園ゾーンにあるというのはいかがなものか」という議論が起こり、これに困った野猿公苑の職員は万博前に若い太陽の塔を撤去、大阪万博開催時に兄弟が同時公開されることはなかった。
1975年、動物園ゾーンではなく、遊園地に近い今の場所に移設された。1980年、現在の日本モンキーパークの前身、ラインパークの移設が決定した際に展示を再開。野猿公苑もモンキーセンターと呼称を変更し、パークに隣接される形になった。しかしモンキーパーク内には他に沢山のアトラクションがあり、子供たちが寄り付かない若い太陽の塔はいつの間にかそこに立っているだけのオブジェとなっていった。2003年、老朽化が激しくなったことを理由に若い太陽の塔周辺は閉鎖。
2010年に限定公開された際に好評を博したため、岡本太郎生誕100周年記念に合わせて施設の改修工事終了後の2011年10月より再び一般公開された。修復にかかった費用は、道の整備を含めて総額約3000万円で、その内約400万円は各地から寄せられた約320人の寄付で賄われたという。

## 交通アクセス
- 名鉄犬山線・小牧線・広見線 犬山駅東口からバス（岐阜バス）で5分。モンキーパーク休園日はバスは運休。
- 名鉄犬山線 犬山遊園駅東口より東へ徒歩で約20分。遊園地の中心にある第2ゲートへの近道。
- 中央自動車道小牧東インターチェンジ経由尾張パークウェイ犬山IC（2008年6月20日に無料化）

## 関連作品
- TAROMAN 岡本太郎式特撮活劇 - 劇中に登場する架空の巨人「タローマン」の顔（タローマスク）は、若い太陽の顔がモチーフになっている[7]。